# Sigillina australis
Sigillina australis är en sjöpungsart som beskrevs av Savigny 1816. Sigillina australis ingår i släktet Sigillina och familjen Holozoidae. Inga underarter finns listade i Catalogue of Life.